# Ernst Friedrich Wernsdorf
Ernst Friedrich Wernsdorf (* 18. Dezember 1718 in Wittenberg; † 28. Mai 1782 ebenda) deutscher lutherischer Theologe und Kirchenhistoriker.

## Leben
Geboren als Sohn Gottlieb Wernsdorf des Älteren und dessen Frau Margaretha Katharina (geb. Nitsch) wuchs er zunächst in Wittenberg auf. Nach dem frühen Tod seines Vaters, übernahm seine Mutter seine Erziehung und ließ ihn durch Privatlehrer bis zu seinem fünfzehnten Lebensjahr unterrichten. Einer seiner damaligen Lehrer war Johann Andreas Boden. 1733 besuchte er unter dem Rektor Friedrich Gotthilf Freytag das kurfürstliche Gymnasium in Schulpforte. Eigentlich wollte er 1735 wieder nach Wittenberg zurückkehren, um ein Studium an der Universität seiner Heimatstadt zu beginnen.
Auf den Rat seines Patenonkels Heinrich Klausing begab er sich 1736 an die Universität Leipzig, um ein Studium der theologischen Wissenschaften zu verfolgen. So hatte er neben Klausing’s Vorlesungen, jene von Christian August Crusius, Christian Weise und Karl Gottlob Hofmann besucht. Zu seiner Zeit musste er jedoch zunächst ein philosophisches Grundstudium absolvieren. Dabei waren Christian Gottlieb Jöcher, Johann August Ernesti und Johann Christoph Gottsched seine Lehrer und er erwarb sich dort 1741 den philosophischen Magistergrad.
1742 habilitierte er sich mit der Schrift de Septimia Zenobia Palm. Aug. an der philosophischen Fakultät. Nachdem er 1743 eine Rektoratsstelle in Naumburg abgelehnt hatte, unternahm er 1745 eine Reise nach Hamburg, wo er sich am dortigen Gymnasium um eine Professur bewarb. Jedoch ohne Erfolg. Stattdessen kehrte er nach Leipzig zurück, wird 1746 außerordentlicher Professor an der philosophischen Fakultät und bald danach Kollegial am kleinen Fürstenkollegium. Er wendet sich theologischen Fragen zu, behandelt in seinen Vorlesungen die Kirchengeschichte, die Literaturgeschichte, die Altertümer und erwirbt sich 1750 das Baccalaureate der Theologie. Wernsdorf übernimmt am 16. Mai 1752 eine ordentliche Professur der christlichen Archäologie, erwirbt sich das Lizentiat der Theologie und wird 1753 Ehrenmitglied der Gesellschaft der freien Künste in Leipzig.
1756 erhielt er einen Ruf als vierter Professor der Theologie an die Universität Wittenberg. Nachdem er in Leipzig mit der Disputation Historia linguae latinae in sac. Publ. zum Doktor der Theologie promoviert hatte, trat er jene Stellung am 19. Oktober 1756 an, wurde damit verbunden Ephorus der kurfürstlichen Stipendiaten und arbeitete bis zu seinem Lebensende in Wittenberg. Wernsdorf beteiligte sich auch an den organisatorischen Aufgaben der Wittenberger Hochschule. So war er mehrfach Dekan der theologischen Fakultät und in den Wintersemestern 1760, 1766, 1772, 1778 viermal Rektor der Akademie. Auch vertrat er auf dem Landtag in Dresden die Geschäfte der Universität.

## Familie
Wernsdorf war zwei Mal verheiratet. Seine erste Ehe schloss er am 3. Oktober 1758 in Wittenberg mit Henriette Ernestine Brendel, die jedoch nach zwei Jahren Ehe verstarb. In zweiter war am 22. Februar 1775 in Wittenberg verheiratet mit Eleonore Godelia Elisabeth, der Tochter des Wilhelm Ludwig Nitzsch verheiratet. Er hinterließ einen Sohn der in Wittenberg studierte.

## Werkauswahl
1. De vera gloria eiusque cupiditate non illaudabili. Breitkopf, Leipzig 1738. (Digitalisat)
2. De professoribus veteris ecclesiae martyribus. Langenhem, Leipzig 1739. (Digitalisat)
3. Diss. de Septimia Zenobia, Palmyrenorom Augusta. Langenhem, Leipzig 1742. (Digitalisat)
4. De statua Memnonis contra Rich. Pocockium quaestiones. Hamburg 1745
5. De fontibus historiae Syriae in libris Maccabaeorum prolusio.  Langenhem, Leipzig 1746. (Digitalisat)
6. De quinquagesima paschali commentatio. Langenhem, Leipzig 1752. (Digitalisat)
7. Diss. Historia Latinae linguae in sacris paschali. Langenhem, Leipzig 1756. (Digitalisat)
8. De Deo hominis manus obsignante, ab Job. 37, 7 commentatio. Eichsfeld, Wittenberg 1756. (Digitalisat)
9. De originibus solemnium natalis Christi ex festivitate natalis invicti commentatio. Eichsfeld, Wittenberg 1757. (Digitalisat)
10. De Paschate Annotino. Exercitatio Ipsis Sollemnibus Christo Triumphanti Sacris. Eichsfeld, Wittenberg 1760. (Digitalisat)
11. De Constantini M. religione paschali ad Eusebium de vita Const. M. L. IIII. C. XXII. exercitatio. Eichsfeld, Wittenberg 1758. (Digitalisat)
12. Ta epiphaneia veterum ad illustrandum hymnum Was fürchst du Feind, Herodes, sehr. Eichsfeld, Wittenberg 1759. (Digitalisat)
13. Exercitatio liturgica de Sacerdote Latina lingua ad altare cantillante; ad illuilrandum ritum, qui festis in Ecclesia diebus Wittenbergae obtinet ipsis solemnibius Christo nato sacris. Eichsfeld, Wittenberg 1761. (Digitalisat)
14. Exercitatio liturgica de formula veteris ecclesiae psalmodica, Hallelujah. Eichsfeld, Wittenberg 1762. (Digitalisat)
15. Diss. de nativitate dominica patefactionis et occultationis mysterio, in locum Ignatii Antiocheni. Epist. ad Ephes. cap. 19, ipsis solemnibus Christo nato sacris. Eichsfeld, Wittenberg 1763. (Digitalisat)
16. Progr. de prece Hosianna, eiusque in liturgia usu. Dürr, Wittenberg 1765. (Digitalisat)
17. Progr. de veste palmata, quam Tertullianus martyribus Christianis attribuit. Dürr, Wittenberg 1766. (Digitalisat)
18. Progr. de veteris Ecclesiae diebus festis anniversariis liberationis a periculo, ad loca quaedam Eusebii et Sozomenis. Dürr, Wittenberg 1767. (Digitalisat)
19. Diss. cessantis hymni vindemialis poena ad Jes. 16, 10. et Jer. 48, 33. Dürr, Wittenberg 1767. (Digitalisat)
20. Diss. de Bethlehemo, apud Hieronymum commentatio. Dürr, Wittenberg 1769. (Digitalisat)
21. Historia templi Constantiniani propter resurrectionis Christi locum exstructi. Dürr, Wittenberg 1770. (Digitalisat)
22. Diss. de dedicatione martyrii ex Eusebio, sive de templi Conftantini M. propter locum morientis et resurgentis Christi exstructi solemni dedicatione. Dürr, Wittenberg 1770. (Digitalisat)
23. Sententiae de Christo Latine loquente examen. Dürr, Wittenberg 1771. (Digitalisat)
24. Cmmentatio de veteris ecclesiae ieiunii pridie Paschalium religione ipsis solemnibus Pascalibus sacris. Dürr, Wittenberg 1772. (Digitalisat)
25. De antiquitate consecrationis Eucharisticae per orationem dominicam. Wittenberg 1772 (Contin. 1775) (Digitalisat)
26. Commentatio de simulacro columbae in locis sacris antiquitus recepto. Dürr, Wittenberg 1773. (Digitalisat)
27. Progr. de originibus solemnium S. Michaelis. Wittenberg 1773
28. Commentatio de Christo Verbigena ad Prudentii Cathem. hymn iii. et veterum de ἐνσαρκωσει Filii Dei doctrinam intelligendam. Dürr, Wittenberg 1774. (Digitalisat)
29. Judicium de libello contra aetatis nostrae conatus emandandi theologiam dogmaticam. Die ganz unläugbare Verschlimmerung der christlichen Lehre durch ihre neuesten Verbesserungen von einem Freunde der wahren Religionslehre. Dürr, Wittenberg 1775. (Digitalisat)
30. Disputatio hostorico-theologica de synodo Palmari. Dürr, Wittenberg 1776. (Digitalisat)
31. In Novissimam Litem De Nati Christi Anno Exercitatio. Dürr, Wittenberg 1776. (Digitalisat)
32. Progr. de cereo paschali. Wittenberg 1777
33. Severitas Melanthoniana contra Osiandrismum, e monumento litterario ejus manuscripto ostensa. Dürr, Wittenberg 1777. (Digitalisat)
34. Progr. I–III de dotibus animi communibus. Wittenberg 1778
35. Ex Antiqvitate Ecclesiastica De Amen Liturgico Commentatio. Dürr, Wittenberg 1779. (Digitalisat)
36. Novissimorum de anno nati Christi conatuum examen; in Nov. Act. Erud. 1775. Nov. p. 521–545.